# Realize (chanson de Nami Tamaki)
Pour les articles homonymes, voir Realize.
Singles de Nami Tamaki
Believe
(2003) Prayer
(2003)
Realize est le 2e single de Nami Tamaki sorti sous le label Sony Music Entertainment Japan le 24 juillet 2003 au Japon. Il atteint la 3e place du classement de l'Oricon, et reste classé pendant 13 semaines, pour un total de 157 190 exemplaires vendus. C'est le 3e single le plus vendu de Nami Tamaki à ce jour.
Realize a été utilisé comme 4e thème d'ouverture de l'anime Gundam Seed. Realize se trouve sur la compilation Graduation ~Singles~, sur l'album remix Reproduct Best et sur l'album Greeting où se trouve également Ashita no Kimi.

## Liste des titres
| 1. | Realize                   | BOUNCEBACK   | Otani Y@suo                       | 4:42 |
| 2. | Hot Summer Day            | mavie        | Fredrik Hult, Ola Larsson, Aleena | 3:00 |
| 3. | Ashita no Kimi (明日の君) | Nishio Saeko | Tsukasa                           | 5:21 |
| 4. | Realize (Instrumental)    | ---          | Otani Y@suo                       | 4:42 |

## Realize Reproduction ~GUNDAM SEED EDITION~
Realize Reproduction ~GUNDAM SEED EDITION~ est sorti le 26 septembre 2003, il atteint la 13e place du classement de l'Oricon, et reste classé pendant 6 semaines, pour un total de 15 937 exemplaires vendus.

## Liste des titres
| 1. | Realize -KZ Strictly Uptempo Mix-    | BOUNCEBACK       | Otani Y@suo, 前田和彦         | 4:52 |
| 2. | Realize -fly in to the Universe Mix- | BOUNCEBACK       | Otani Y@suo, PNTGN            | 4:54 |
| 3. | Long Way Behind                      | Watanabe Natsumi | Hara Kazuhiro (原一博), PNTGN | 3:54 |
| 4. | Realize -GUNDAM SEED OPENING Ver.-   | BOUNCEBACK       | Otani Y@suo, Arai Hiroaki     | 1:42 |